# Padmaja Naidu
Pour les articles homonymes, voir Naidu.
Padmaja Naidu, née le 17 novembre 1900 à Hyderabad en Inde, morte le 2 mai 1975, était une indépendantiste « combattante de la liberté » et femme politique indienne.
Elle est élue en 1950 au parlement de l'Inde puis occupe le poste de gouverneur du Bengale-Occidental de 1956 à 1967.

## Biographie

### Jeunesse
Padmaja Naidu naît à Hyderabad en 1900. Elle est la fille d'une mère bengalie et d'un père telugu. Sa mère est la célèbre poétesse et future combattante de la liberté indienne, Sarojini Naidu. Son père Mutyala Govindrajulu Naidu est médecin. Elle a quatre frères et sœurs, Jayasurya, Leelamani, Nilawar et Randheer Naidu.

### Carrière politique
À l'âge de 21 ans, Padmaje Naidu est une cofondatrice du Congrès national indien dans l'État princier d'Hyderabad, alors gouverné par le nizam Asaf Jah VII. Elle est emprisonnée en 1942 pour sa participation au mouvement « Quit India ». Après l'indépendance, elle est élue en 1950 au Parlement indien. En 1956, elle est nommée gouverneur du Bengale occidental. Elle occupe ces fonctions jusqu'en 1967. Padmaje Naidu s'investit aussi dans le mouvement international de la Croix-Rouge et elle est présidente de la Croix-Rouge indienne de 1971 à 1972.

### Relations avec Nehru
Au début de sa vie, Padmaja Naidu est une amie proche de Ruttie Petit qui épouse Muhammad Ali Jinnah, le futur fondateur du Pakistan. Padmaja Naidu a des relations étroites avec la famille Nehru, surtout avec le Premier ministre Jawaharlal Nehru et sa sœur, Vijaya Lakshmi Pandit. Le Pandit Nehru a dit plus tard à Pupul Jayakar, l'ami et biographe d'Indira Gandhi, que Padmaja Naidu et lui-même ont vécu ensemble pendant de nombreuses années. Nehru n'a pas épousé Padmaja Naidu parce qu'il ne voulait pas blesser sa fille, Indira,. De son côté, Padmaja Naidu ne s'est jamais mariée, en espérant que Nehru le lui proposerait un jour,.

### Retraite, décès
Après sa retraite, Padmaja Naidu réside jusqu'à sa mort en 1975 dans un bungalow sur le domaine Teen Murti Bhavan, résidence officielle du Premier ministre Nehru et qui devient plus tard un musée dédié à sa mémoire.

## Postérité
Le parc zoologique himalayen Padmaja Naidu (en) à Darjeeling porte son nom.